# Manager Magazin (Polska)
Manager Magazin – Edycja Polska – magazyn wydawany na licencji niemieckiego czasopisma Manager Magazin. Ukazywał się jako miesięcznik w latach 2004–2008 i był w tym czasie jednym z dwóch największych czasopism biznesowych w Polsce.

## Historia
Tytuł był wydawany przez spółkę joint venture zawartą przez niemieckie wydawnictwo Manager Magazin Verlagsgesellschaft mbH (grupa Spiegel) z siedzibą w Hamburgu oraz polskie wydawnictwo Infor SA z Warszawa. To wspólne polsko-niemieckie przedsięwzięcie wydało pierwszy numer polskiej edycji Manager Magazin w listopadzie 2004 r. (numer 12/2004). W 2007 Spiegel odkupił udziały od Inforu i zmienił nazwę wydawnictwa na Manager Media Sp.z o.o.
Tematyka magazynu była skupiona wokół wyższej kadry menedżerskiej polskiego biznesu. Był on drukowany w nakładzie 50 000 cenie 9,80 Złoty za egzemplarz, sprzedaż średnio 30 000 w sprzedaży kioskowej i prenumeracie. Magazyn był kontrolowany przez Związek Kontroli Dystrybucji Prasy (ZKDP). Początkowo redaktorem naczelnym czasopisma był Jan Bazyl Lipszyc. W 2006r na tym stanowisku zastąpiła go Dorota Goliszewska. Zastępcami Redaktora Naczelnego zostali Dorota Kornacka i Piotr Lemberg. Funkcję prezesa Zarządu spółki pełnił początkowo Philipp Busch, następnie zaś Nikolaus von Nathusius.
Poza głównym tytułem Manager Magazin spółka wydawała także wydania specjalne poświęcone pokrewnym tematom. Poprzez markę „Manager Eventy” zostało zorganizowanych kilka spektakularnych imprez, w tym gale wieńczące przyznanie nagród w zakresie organizowanych własnych konkursów, seminaria i warsztaty. W październiku 2008 została zorganizowana konferencja z udziałem noblisty Joseph Stiglitza.
W końcu 2008, w następstwie zmian w zarządzie Grupy Spiegel oraz idącej za nimi zmianie w strategii inwestycji zagranicznych, a także na skutek przewidywanych znaczących spadków przychodów z reklam spowodowanych nadchodzącym widocznym już kryzysem gospodarczym, zarówno tytuł, jak i spółka wydawnicza zostały zamknięte.

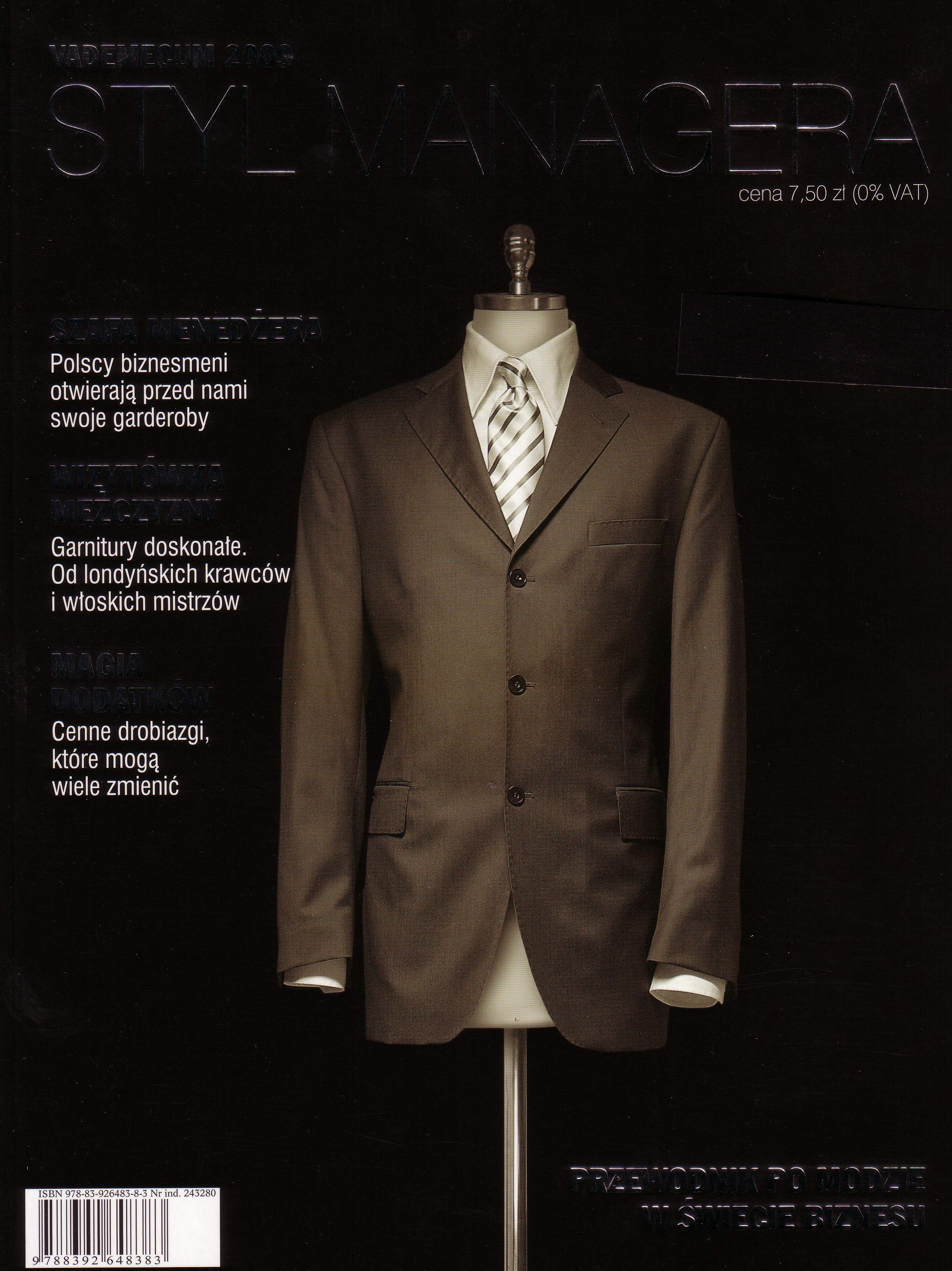
Okładka wydania specjalnego: Vademecum Styl Managera, edycja 2009 (opublikowane październik 2008)

## Wydania specjalne
Inne publikacje wydawnictwa, również zamknięte wraz z głównym tytułem:
- Connoisseur – kwartalnik o tematyce stylu życia
- Vademecum Finanse Osobiste (vademecum finanse osobiste) – rocznik o tematyce prywatnych finansów
- Vademecum Przedsiębiorcy (vademecum przedsiębiorcy) – rocznik dla przedsiębiorców
- Vademecum Styl Managera (VADEMECUM STYL MANAGERA) – rocznik o stylu życia dla menedżerów

## Konkursy i nagrody
- Top Manager[8] – Nagroda przyznawana w czterech kategoriach za szczególne osiągnięcia w zarządzaniu najwyżej notowanymi spółkami giełdowymi Warsaw Stock Exchange. Laureatami konkursu w poszczególnych latach byli między innymi: Dariusz Miłek (CCC), Piotr Walter (TVN), Jan Kolański (Jutrzenka), Janusz Płocica (Zelmer), Maciej Witucki (TP SA)
- Galeria Chwały Polskiej Ekonomii – konkurs dla wybitnych dla ekonomistów, wśród nagrodzonych m.in. Henryka Bochniarz i Leszek Balcerowicz
- Top 500 – Gwiazdy Nowej Europy – Forum Ekonomiczne w Krynica-Zdrój nagrody wręczane najlepiej rozwijającym się firmom w Europa Środkowo-Wschodnia.
- Dyrektor Finansowy, nagroda dla dyrektorów finansowych CFO, konkurs organizowany we współpracy z polskim oddziałem firmy ubezpieczeniowej Euler Hermes